# Glenea myrrhis
Glenea myrrhis là một loài bọ cánh cứng trong họ Cerambycidae.